# اینترنت اکسپلورر
اینترنت اکسپلورِر (به انگلیسی: Internet Explorer) (به اختصار: IE یا MSIE) مرورگر وب شرکت مایکروسافت بود که برای اولین بار به‌طور پیش‌فرض در سیستم‌عامل ویندوز ۹۵ حضور داشت و برای آخرین بار به‌طور پیش فرض در ویندوز ۸٫۱ نصب شده بود و سرانجام با مایکروسافت اج جایگزین شد. نخستین نسخه از این مرورگر در سال ۱۹۹۵ به عنوان بخشی از یک بسته آپدیت برای ویندوز ۹۵ عرضه شده بود. که سر انجام مایکروسافت پس از ۲۷ سال در ۲۵ خرداد ۱۴۰۱ به‌طور رسمی پایان اینترنت اکسپلورر را اعلام کرد 

## تاریخچه
پروژه اینترنت اکسپلورر تابستان ۱۹۹۴ بوسیله توماس ریردون آغاز شد.
در مه ۲۰۲۱ مایکروسافت اعلام کرد که از ۱۵ ژوئن ۲۰۲۲ پشتیبانی از اینترنت اکسپلورر را پس از ۲۷ سال متوقف می‌کند و بجای آن بر مایکروسافت اج تمرکز می‌کند.

## حواشی
پس از اینکه مرورگر اینترنت اکسپلورر اخیراً توسط مایکروسافت تعطیل و به‌روزرسانی‌هایش متوقف شد، یک مهندس اهل کره جنوبی قبری برای آن ساخت که عکس‌های آن به سرعت در فضای مجازی منتشر شد! در واکنش به «مرگ» این مرورگر، یک سنگ قبر نمادین با علامت “e” امضا شده توسط مهندس کیونگ جونگ ۳۸ ساله، بر روی پشت بام یک کافه در شهر جنوبی گیونگجو در کره جنوبی نصب شد. در کتیبه سنگ قبر آمده‌است: «او ابزار خوبی برای دانلود مرورگرهای دیگر بود.»